# WWE Hardcore Championship
El WWE Hardcore Championship fue un campeonato de lucha libre profesional defendido en la empresa World Wrestling Entertainment, bajo reglas violentas.

## Reglas violentas
- Sin Descalificaciones, significa que cualquier arma o interferencia es legal.
- Falls Count Anywhere, significa que el conteo o rendición podía ser en cualquier lugar.
- No Holds Barred, significa que el árbitro debía permitir todo, pudiendo sólo finalizar el combate por conteo o rendición.
- Reglas 24/7 (agregada en el primer reinado de Crash Holly en febrero de 2000), significa que el campeonato estaba siendo defendido cada hora (24) de la semana (7), permitiendo que el campeonato cambiara de manos siempre que un árbitro estuviera presente.

## Historia
Vince McMahon le otorgó el primer cinturón a Mankind el 2 de noviembre de 1998. Luego de perder el título en una lucha ante el Big Bossman, Mankind no volvió a intentar recapturar este campeonato. El campeonato fue retirado en agosto de 2002, unificado con el WWE Intercontinental Championship de Rob Van Dam.

### Regla 24/7
Cuando Crash Holly obtuvo el título, introdujo la regla 24/7, por la cual el título podía ser disputado en cualquier momento y lugar mientras un árbitro estuviese presente. Esta regla dio paso a momentos de índole graciosa, ya que el campeón comenzó a ser atacado en lugares tales como restaurantes, lavanderías, aeropuertos, cuartos de baño, estacionamientos y parques de atracciones, circos, así como las calles contiguas a la arena; en una ocasión, el título cambió de dueño en un hotel mientras el campeón estaba dormido. Esta regla permitió más libertad, pero causaba una gran confusión debido a los constantes cambios. Muchos fanáticos argumentaron que la regla devaluó el campeonato.
La regla estuvo vigente hasta el 19 de agosto de 2002 cuando el entonces Gerente General de RAW, Eric Bischoff, eliminó la misma luego de que Tommy Dreamer ganara una lucha al estilo batalla real (con reglas "hardcore" y el título de por medio).

### Fin del campeonato
El 26 de agosto de 2002, Eric Bischoff retiró el título luego de una lucha de unificación. El último campeón Hardcore fue Rob Van Dam, luego de haber derrotado a Tommy Dreamer en una lucha para unificar el WWE Intercontinental Championship y el Campeonato Hardcore.
En un episodio de RAW durante el verano del 2003, Vince McMahon, Al Snow, Spike Dudley, The Dudley Boyz, Tommy Dreamer, Stone Cold, y Rob Van Dam le presentaron la correa original a Mick Foley (Mankind) como regalo por su trayectoria exitosa en la empresa WWE.
El título fue reactivado (de manera extraoficial), durante un corto periodo, por Mick Foley a mediados del 2006 cuando se auto-declaró "Co-Campeón Hardcore" (siendo el otro Co-Campeón Edge). Esto fue el resultado de un feudo en el cual Mick Foley y Edge estuvieron luchando contra Tommy Dreamer y Terry Funk. Sin embargo, luego de que el feudo terminara la correa dejó de ser usada.

## Nombres
| Nombre                      | Años                                       |
| --------------------------- | ------------------------------------------ |
| WWF Hardcore Championship   | 2 de noviembre de 1998 — 6 de mayo de 2002 |
| WWE Hardcore Championship   | 6 de mayo de 2002 — 3 de junio de 2002     |
| Texas Hardcore Championship | 3 de junio de 2002 — 22 de junio de 2002   |
| WWE Hardcore Championship   | 22 de junio de 2002 — 26 de agosto de 2002 |

## Lista de campeones
|                                                      | Luchador             | N.º | Fecha                    | Días | Show o evento                | Notas y referencias |
| ---------------------------------------------------- | -------------------- | --- | ------------------------ | ---- | ---------------------------- | --- |
| 1                                                    | Mankind              | 1   | 2 de noviembre de 1998   | 28   | Raw is War                   | Otorgado por Vince McMahon. |
| 2                                                    | The Big Boss Man     | 1   | 30 de noviembre de 1998  | 14   | Raw is War                   | Derrotó a Mankind en un Ladder match. |
| 3                                                    | Road Dogg            | 1   | 14 de diciembre de 1998  | 61   | Raw is War                   | |
| —                                                    | Vacante              | —   | 8 de febrero de 1999     | —    | St. Valentine's Day Massacre | Debido a una lesión. |
| 4                                                    | Hardcore Holly       | 1   | 14 de febrero de 1999    | 29   | St. Valentine's Day Massacre | Derrotó a Al Snow por el título vacante                                                                                                   |
| 5                                                    | Billy Gunn           | 1   | 15 de marzo de 1999      | 13   | Raw is War                   | |
| 6                                                    | Hardcore Holly       | 2   | 28 de marzo de 1999      | 28   | WrestleMania XV              | Derrotó a Billy Gunn y Al Snow. |
| 7                                                    | Al Snow              | 1   | 25 de abril de 1999      | 91   | Backlash:In Your House       | |
| 8                                                    | The Big Boss Man     | 2   | 25 de julio de 1999      | 28   | Fully Loaded                 | |
| 9                                                    | Al Snow              | 2   | 22 de agosto de 1999     | 2    | SummerSlam                   | |
| 10                                                   | The Big Boss Man     | 3   | 24 de agosto de 1999     | 14   | SmackDown!                   | |
| 11                                                   | Davey Boy Smith      | 1   | 7 de septiembre de 1999  | 0    | SmackDown!                   | |
| 12                                                   | Al Snow              | 3   | 7 de septiembre de 1999  | 35   | SmackDown!                   | |
| 13                                                   | The Big Boss Man     | 4   | 12 de octubre de 1999    | 97   | SmackDown!                   | |
| 14                                                   | Test                 | 1   | 17 de enero de 2000      | 36   | Raw is War                   | |
| 15                                                   | Crash Holly          | 1   | 22 de febrero de 2000    | 20   | SmackDown                    | Entra en vigor la regla 24/7, permitiendo que el campeonato estuviera en juego cada minuto                                                |
| 16                                                   | Pete Gas             | 1   | 13 de marzo de 2000      | 0    | Raw is War                   | |
| 17                                                   | Crash Holly          | 2   | 13 de marzo de 2000      | 20   | Raw is War                   | |
| 18                                                   | Tazz                 | 1   | 2 de abril de 2000       | 0    | WrestleMania 2000            | Lo ganó durante una batalla real de 15 minutos.                                                                                           |
| 19                                                   | Víscera              | 1   | 2 de abril de 2000       | 0    | WrestleMania 2000            | Lo ganó durante una batalla real de 15 minutos.                                                                                           |
| 20                                                   | Funaki               | 1   | 2 de abril de 2000       | 0    | WrestleMania 2000            | Lo ganó durante una batalla real de 15 minutos.                                                                                           |
| 21                                                   | Rodney Leinhardt     | 1   | 2 de abril de 2000       | 0    | WrestleMania 2000            | Lo ganó durante una batalla real de 15 minutos.                                                                                           |
| 22                                                   | Joey Abs             | 1   | 2 de abril de 2000       | 0    | WrestleMania 2000            | Lo ganó durante una batalla real de 15 minutos.                                                                                           |
| 23                                                   | Headbanger Thrasher  | 1   | 2 de abril de 2000       | 0    | WrestleMania 2000            | Lo ganó durante una batalla real de 15 minutos.                                                                                           |
| 24                                                   | Pete Gas             | 2   | 2 de abril de 2000       | 0    | WrestleMania 2000            | Lo ganó durante una batalla real de 15 minutos.                                                                                           |
| 25                                                   | Tazz                 | 2   | 2 de abril de 2000       | 0    | WrestleMania 2000            | Lo ganó durante una batalla real de 15 minutos.                                                                                           |
| 26                                                   | Crash Holly          | 3   | 2 de abril de 2000       | 0    | WrestleMania 2000            | Lo ganó durante una batalla real de 15 minutos.                                                                                           |
| 27                                                   | Hardcore Holly       | 3   | 2 de abril de 2000       | 1    | WrestleMania 2000            | Fue el último ganador de la batalla real de 15 minutos.                                                                                   |
| 28                                                   | Crash Holly          | 4   | 3 de abril de 2000       | 8    | Raw is War                   | |
| 29                                                   | Perry Saturn         | 1   | 11 de abril de 2000      | 0    | SmackDown!                   | |
| 30                                                   | Tazz                 | 3   | 11 de abril de 2000      | 0    | SmackDown!                   | |
| 31                                                   | Crash Holly          | 5   | 11 de abril de 2000      | 13   | SmackDown!                   | |
| 32                                                   | Matt Hardy           | 1   | 24 de abril de 2000      | 1    | Raw is War                   | |
| 33                                                   | Crash Holly          | 6   | 25 de abril de 2000      | 11   | SmackDown!                   | |
| 34                                                   | Davey Boy Smith      | 2   | 6 de mayo de 2000        | 3    | Insurrextion                 | |
| 35                                                   | Crash Holly          | 7   | 9 de mayo de 2000        | 6    | SmackDown!                   | |
| 36                                                   | Godfather's Ho       | 1   | 15 de mayo de 2000       | 0    | Raw is War                   | |
| 37                                                   | Crash Holly          | 8   | 15 de mayo de 2000       | 1    | Raw is War                   | |
| 38                                                   | Gerald Brisco        | 1   | 16 de mayo de 2000       | 27   | SmackDown!                   | |
| 39                                                   | Crash Holly          | 9   | 12 de junio de 2000      | 7    | Raw is War                   | |
| 40                                                   | Gerald Brisco        | 2   | 19 de junio de 2000      | 0    | Raw is War                   | |
| 41                                                   | Pat Patterson        | 1   | 19 de junio de 2000      | 6    | Raw is War                   | |
| 42                                                   | Crash Holly          | 10  | 25 de junio de 2000      | 2    | King of the Ring             | Derrotó a Pat Paterson cuando este estaba luchando contra Gerald Brisco                                                                   |
| 43                                                   | Steve Blackman       | 1   | 27 de junio de 2000      | 5    | SmackDown!                   | |
| 44                                                   | Crash Holly          | 11  | 2 de julio de 2000       | 0    | House Show                   | |
| 45                                                   | Steve Blackman       | 2   | 2 de julio de 2000       | 50   | House Show                   | |
| 46                                                   | Shane McMahon        | 1   | 21 de agosto de 2000     | 6    | Raw is War                   | La regla 24/7 es desactivada del 24 de agosto al 27 de agosto por Mick Foley.                                                             |
| 47                                                   | Steve Blackman       | 3   | 27 de agosto de 2000     | 28   | SummerSlam                   | |
| 48                                                   | Crash Holly          | 12  | 24 de septiembre de 2000 | 0    | Unforgiven                   | Lo ganó durante una batalla real de 10 minutos.                                                                                           |
| 49                                                   | Perry Saturn         | 2   | 24 de septiembre de 2000 | 0    | Unforgiven                   | Lo ganó durante una batalla real de 10 minutos.                                                                                           |
| 50                                                   | Steve Blackman       | 4   | 24 de septiembre de 2000 | 89   | Unforgiven                   | Fue el último ganador de la batalla real de 10 minutos.                                                                                   |
| 51                                                   | Raven                | 1   | 25 de diciembre de 2000  | 31   | Raw is War                   | |
| 52                                                   | Al Snow              | 4   | 22 de enero de 2001      | 0    | Raw is War                   | |
| 53                                                   | Raven                | 2   | 22 de enero de 2001      | 12   | Raw is War                   | |
| 54                                                   | K-Kwik               | 1   | 3 de febrero de 2001     | 0    | House Show                   | |
| 55                                                   | Crash Holly          | 13  | 3 de febrero de 2001     | 0    | House Show                   | |
| 56                                                   | Raven                | 3   | 3 de febrero de 2001     | 1    | House Show                   | |
| 57                                                   | K-Kwik               | 2   | 4 de febrero de 2001     | 0    | House Show                   | |
| 58                                                   | Crash Holly          | 14  | 4 de febrero de 2001     | 0    | House Show                   | |
| 59                                                   | Raven                | 4   | 4 de febrero de 2001     | 2    | House Show                   | |
| 60                                                   | Hardcore Holly       | 4   | 6 de febrero de 2001     | 0    | SmackDown!                   | |
| 61                                                   | Raven                | 5   | 6 de febrero de 2001     | 4    | SmackDown!                   | |
| 62                                                   | Hardcore Holly       | 5   | 10 de febrero de 2001    | 0    | House Show                   | |
| 63                                                   | Raven                | 6   | 10 de febrero de 2001    | 1    | House Show                   | |
| 64                                                   | Hardcore Holly       | 6   | 11 de febrero de 2001    | 0    | House Show                   | |
| 65                                                   | Al Snow              | 5   | 11 de febrero de 2001    | 0    | House Show                   | |
| 66                                                   | Raven                | 7   | 11 de febrero de 2001    | 6    | House Show                   | |
| 67                                                   | Steve Blackman       | 5   | 17 de febrero de 2001    | 0    | House Show                   | |
| 68                                                   | Raven                | 8   | 17 de febrero de 2001    | 1    | House Show                   | |
| 69                                                   | Steve Blackman       | 6   | 18 de febrero de 2001    | 0    | House Show                   | |
| 70                                                   | Raven                | 9   | 18 de febrero de 2001    | 7    | House Show                   | |
| 71                                                   | Billy Gunn           | 2   | 25 de febrero de 2001    | 0    | No Way Out                   | |
| 72                                                   | Raven                | 10  | 25 de febrero de 2001    | 0    | No Way Out                   | |
| 73                                                   | The Big Show         | 1   | 25 de febrero de 2001    | 22   | No Way Out                   | |
| 74                                                   | Raven                | 11  | 19 de marzo de 2001      | 13   | RAW                          | |
| 75                                                   | Kane                 | 1   | 1 de abril de 2001       | 16   | WrestleMania X-Seven         | |
| 76                                                   | Rhyno                | 1   | 17 de abril de 2001      | 34   | SmackDown!                   | |
| 77                                                   | The Big Show         | 2   | 21 de mayo de 2001       | 7    | Raw is War                   | |
| 78                                                   | Chris Jericho        | 1   | 28 de mayo de 2001       | 0    | Raw is War                   | |
| 79                                                   | Rhyno                | 2   | 28 de mayo de 2001       | 15   | Raw is War                   | |
| 80                                                   | Test                 | 2   | 12 de junio de 2001      | 13   | SmackDown!                   | |
| 81                                                   | Rhyno                | 3   | 25 de junio de 2001      | 0    | Raw is War                   | |
| 82                                                   | Mike Awesome         | 1   | 25 de junio de 2001      | 15   | Raw is War                   | |
| 83                                                   | Jeff Hardy           | 1   | 10 de julio de 2001      | 12   | SmackDown!                   | |
| 84                                                   | Rob Van Dam          | 1   | 22 de julio de 2001      | 22   | InVasion                     | |
| 85                                                   | Jeff Hardy           | 2   | 13 de agosto de 2001     | 6    | Raw is War                   | |
| 86                                                   | Rob Van Dam          | 2   | 19 de agosto de 2001     | 22   | SummerSlam                   | Derrotó a Jeff Hardy en un Ladder match.                                                                                                  |
| 87                                                   | Kurt Angle           | 1   | 10 de septiembre de 2001 | 0    | Raw is War                   | |
| 88                                                   | Rob Van Dam          | 3   | 10 de septiembre de 2001 | 90   | Raw is War                   | |
| 89                                                   | The Undertaker       | 1   | 9 de diciembre de 2001   | 58   | Vengeance                    | |
| 90                                                   | Maven                | 1   | 5 de febrero de 2002     | 21   | SmackDown!                   | |
| 91                                                   | Goldust              | 1   | 26 de febrero de 2002    | 13   | SmackDown!                   | |
| 92                                                   | Al Snow              | 6   | 11 de marzo de 2002      | 1    | RAW                          | |
| 93                                                   | Maven                | 2   | 12 de marzo de 2002      | 5    | SmackDown!                   | |
| 94                                                   | Spike Dudley         | 1   | 17 de marzo de 2002      | 0    | WrestleMania X8              | |
| 95                                                   | The Hurricane        | 1   | 17 de marzo de 2002      | 0    | WrestleMania X8              | |
| 96                                                   | Mighty Molly         | 1   | 17 de marzo de 2002      | 0    | WrestleMania X8              | |
| 97                                                   | Christian            | 1   | 17 de marzo de 2002      | 0    | WrestleMania X8              | |
| 98                                                   | Maven                | 3   | 17 de marzo de 2002      | 9    | WrestleMania X8              | |
| 99                                                   | Raven                | 12  | 26 de marzo de 2002      | 6    | SmackDown!                   | |
| 100                                                  | Bubba Ray Dudley     | 1   | 1 de abril de 2002       | 5    | RAW                          | |
| 101                                                  | William Regal        | 1   | 6 de abril de 2002       | 0    | House Show                   | |
| 102                                                  | Goldust              | 2   | 6 de abril de 2002       | 0    | House Show                   | |
| 103                                                  | Raven                | 13  | 6 de abril de 2002       | 0    | House Show                   | |
| 104                                                  | Bubba Ray Dudley     | 2   | 6 de abril de 2002       | 1    | House Show                   | |
| 105                                                  | William Regal        | 2   | 7 de abril de 2002       | 0    | House Show                   | |
| 106                                                  | Goldust              | 3   | 7 de abril de 2002       | 0    | House Show                   | |
| 107                                                  | Raven                | 14  | 7 de abril de 2002       | 0    | House Show                   | |
| 108                                                  | Bubba Ray Dudley     | 3   | 7 de abril de 2002       | 5    | House Show                   | |
| 109                                                  | William Regal        | 3   | 12 de abril de 2002      | 0    | House Show                   | |
| 110                                                  | Spike Dudley         | 2   | 12 de abril de 2002      | 0    | House Show                   | |
| 111                                                  | Goldust              | 4   | 12 de abril de 2002      | 0    | House Show                   | |
| 112                                                  | Bubba Ray Dudley     | 4   | 12 de abril de 2002      | 1    | House Show                   | |
| 113                                                  | William Regal        | 4   | 13 de abril de 2002      | 0    | House Show                   | |
| 114                                                  | Spike Dudley         | 3   | 13 de abril de 2002      | 0    | House Show                   | |
| 115                                                  | Goldust              | 5   | 13 de abril de 2002      | 0    | House Show                   | |
| 116                                                  | Bubba Ray Dudley     | 5   | 13 de abril de 2002      | 1    | House Show                   | |
| 117                                                  | William Regal        | 5   | 14 de abril de 2002      | 0    | House Show                   | |
| 118                                                  | Spike Dudley         | 4   | 14 de abril de 2002      | 0    | House Show                   | |
| 119                                                  | Goldust              | 6   | 14 de abril de 2002      | 0    | House Show                   | |
| 120                                                  | Bubba Ray Dudley     | 6   | 14 de abril de 2002      | 1    | House Show                   | |
| 121                                                  | Raven                | 15  | 15 de abril de 2002      | 0    | RAW                          | |
| 122                                                  | Tommy Dreamer        | 1   | 15 de abril de 2002      | 0    | RAW                          | |
| 123                                                  | Steven Richards      | 1   | 15 de abril de 2002      | 0    | RAW                          | |
| 124                                                  | Bubba Ray Dudley     | 7   | 15 de abril de 2002      | 4    | RAW                          | |
| 125                                                  | Goldust              | 7   | 19 de abril de 2002      | 0    | House Show                   | |
| 126                                                  | Raven                | 16  | 19 de abril de 2002      | 0    | House Show                   | |
| 127                                                  | Bubba Ray Dudley     | 8   | 19 de abril de 2002      | 1    | House Show                   | |
| 128                                                  | Goldust              | 8   | 20 de abril de 2002      | 0    | House Show                   | |
| 129                                                  | Raven                | 17  | 20 de abril de 2002      | 0    | House Show                   | |
| 130                                                  | Bubba Ray Dudley     | 9   | 20 de abril de 2002      | 9    | House Show                   | |
| 131                                                  | Steven Richards      | 2   | 29 de abril de 2002      | 2    | RAW                          | |
| 132                                                  | Tommy Dreamer        | 2   | 1 de mayo de 2002        | 0    | House Show                   | |
| 133                                                  | Goldust              | 9   | 1 de mayo de 2002        | 0    | House Show                   | |
| 134                                                  | Steven Richards      | 3   | 1 de mayo de 2002        | 1    | House Show                   | |
| 135                                                  | Shawn Stasiak        | 1   | 2 de mayo de 2002        | 0    | House Show                   | |
| 136                                                  | Justin Credible      | 1   | 2 de mayo de 2002        | 0    | House show                   | |
| 137                                                  | Crash Holly          | 15  | 2 de mayo de 2002        | 0    | House Show                   | |
| 138                                                  | Steven Richards      | 4   | 2 de mayo de 2002        | 0    | House Show                   | |
| 139                                                  | Shawn Stasiak        | 2   | 2 de mayo de 2002        | 0    | House Show                   | |
| 140                                                  | Steven Richards      | 5   | 2 de mayo de 2002        | 1    | House Show                   | |
| 141                                                  | Crash Holly          | 16  | 3 de mayo de 2002        | 0    | House Show                   | |
| 142                                                  | Steven Richards      | 6   | 3 de mayo de 2002        | 1    | House show                   | |
| 143                                                  | Booker T             | 1   | 4 de mayo de 2002        | 0    | Insurrextion                 | |
| 144                                                  | Crash Holly          | 17  | 4 de mayo de 2002        | 0    | Insurrextion                 | |
| 145                                                  | Booker T             | 2   | 4 de mayo de 2002        | 0    | Insurrextion                 | |
| 146                                                  | Steven Richards      | 7   | 4 de mayo de 2002        | 2    | Insurrextion                 | El 6 de mayo la WWF cambió de nombre a World Wrestling Entertainment (WWE), renombrándose el título como WWE Hardcore Championship.       |
| 147                                                  | Bubba Ray Dudley     | 10  | 6 de mayo de 2002        | 0    | RAW                          | |
| 148                                                  | Raven                | 18  | 6 de mayo de 2002        | 0    | RAW                          | |
| 149                                                  | Justin Credible      | 2   | 6 de mayo de 2002        | 0    | RAW                          | |
| 150                                                  | Crash Holly          | 18  | 6 de mayo de 2002        | 0    | RAW                          | |
| 151                                                  | Trish Stratus        | 1   | 6 de mayo de 2002        | 0    | RAW                          | |
| 152                                                  | Steven Richards      | 8   | 6 de mayo de 2002        | 19   | RAW                          | |
| 153                                                  | Tommy Dreamer        | 3   | 25 de mayo de 2002       | 0    | House Show                   | |
| 154                                                  | Raven                | 19  | 25 de mayo de 2002       | 0    | House Show                   | |
| 155                                                  | Steven Richards      | 9   | 25 de mayo de 2002       | 1    | House Show                   | |
| 156                                                  | Tommy Dreamer        | 4   | 26 de mayo de 2002       | 0    | House Show                   | |
| 157                                                  | Raven                | 20  | 26 de mayo de 2002       | 0    | House Show                   | |
| 158                                                  | Steven Richards      | 10  | 26 de mayo de 2002       | 1    | House Show                   | |
| 159                                                  | Terri                | 1   | 27 de mayo de 2002       | 0    | RAW                          | |
| 160                                                  | Steven Richards      | 11  | 27 de mayo de 2002       | 6    | RAW                          | |
| 161                                                  | Tommy Dreamer        | 5   | 2 de junio de 2002       | 0    | House Show                   | |
| 162                                                  | Raven                | 21  | 2 de junio de 2002       | 0    | House Show                   | |
| 163                                                  | Steven Richards      | 12  | 2 de junio de 2002       | 1    | House Show                   | |
| 164                                                  | Bradshaw             | 1   | 3 de junio de 2002       | 19   | RAW                          | Durante su reinado el título fue renombrado a Texas Hardcore Championship, luego al perderlo volvió a llamarse WWE Hardcore Championship. |
| 165                                                  | Raven                | 22  | 22 de junio de 2002      | 0    | House Show                   | |
| 166                                                  | Spike Dudley         | 5   | 22 de junio de 2002      | 0    | House Show                   | |
| 167                                                  | Shawn Stasiak        | 3   | 22 de junio de 2002      | 0    | House Show                   | |
| 168                                                  | Bradshaw             | 2   | 22 de junio de 2002      | 6    | House Show                   | |
| 169                                                  | Shawn Stasiak        | 4   | 28 de junio de 2002      | 0    | House Show                   | |
| 170                                                  | Spike Dudley         | 6   | 28 de junio de 2002      | 0    | House Show                   | |
| 171                                                  | Steven Richards      | 13  | 28 de junio de 2002      | 0    | House Show                   | |
| 172                                                  | Bradshaw             | 3   | 28 de junio de 2002      | 1    | House Show                   | |
| 173                                                  | Shawn Stasiak        | 5   | 29 de junio de 2002      | 0    | House Show                   | |
| 174                                                  | Spike Dudley         | 7   | 29 de junio de 2002      | 0    | House Show                   | |
| 175                                                  | Steven Richards      | 14  | 29 de junio de 2002      | 0    | House Show                   | |
| 176                                                  | Bradshaw             | 4   | 29 de junio de 2002      | 1    | House Show                   | |
| 177                                                  | Raven                | 23  | 30 de junio de 2002      | 0    | House Show                   | |
| 178                                                  | Crash Holly          | 19  | 30 de junio de 2002      | 0    | House Show                   | |
| 179                                                  | Steven Richards      | 15  | 30 de junio de 2002      | 0    | House Show                   | |
| 180                                                  | Bradshaw             | 5   | 30 de junio de 2002      | 6    | House Show                   | |
| 181                                                  | Steven Richards      | 16  | 6 de julio de 2002       | 0    | House Show                   | |
| 182                                                  | Crash Holly          | 20  | 6 de julio de 2002       | 0    | House Show                   | |
| 183                                                  | Christopher Nowinski | 1   | 6 de julio de 2002       | 0    | House Show                   | |
| 184                                                  | Bradshaw             | 6   | 6 de julio de 2002       | 1    | House Show                   | |
| 185                                                  | Steven Richards      | 17  | 7 de julio de 2002       | 0    | House Show                   | |
| 186                                                  | Crash Holly          | 21  | 7 de julio de 2002       | 0    | House Show                   | |
| 187                                                  | Christopher Nowinski | 2   | 7 de julio de 2002       | 0    | House Show                   | |
| 188                                                  | Bradshaw             | 7   | 7 de julio de 2002       | 5    | House Show                   | |
| 189                                                  | Justin Credible      | 3   | 12 de julio de 2002      | 0    | House Show                   | |
| 190                                                  | Spike Dudley         | 8   | 12 de julio de 2002      | 0    | House Show                   | |
| 191                                                  | The Big Show         | 3   | 12 de julio de 2002      | 0    | House Show                   | |
| 192                                                  | Bradshaw             | 8   | 12 de julio de 2002      | 1    | House Show                   | |
| 193                                                  | Justin Credible      | 4   | 13 de julio de 2002      | 0    | House Show                   | |
| 194                                                  | Shawn Stasiak        | 6   | 13 de julio de 2002      | 0    | House Show                   | |
| 195                                                  | Bradshaw             | 9   | 13 de julio de 2002      | 1    | House Show                   | |
| 196                                                  | Justin Credible      | 5   | 14 de julio de 2002      | 0    | House Show                   | |
| 197                                                  | Shawn Stasiak        | 7   | 14 de julio de 2002      | 0    | House Show                   | |
| 198                                                  | Bradshaw             | 10  | 14 de julio de 2002      | 1    | House Show                   | |
| 199                                                  | John Stamboli        | 1   | 15 de julio de 2002      | 0    | RAW                          | |
| 200                                                  | Bradshaw             | 11  | 15 de julio de 2002      | 11   | RAW                          | |
| 201                                                  | Raven                | 24  | 26 de julio de 2002      | 0    | House Show                   | |
| 202                                                  | Justin Credible      | 6   | 26 de julio de 2002      | 0    | House Show                   | |
| 203                                                  | Shawn Stasiak        | 8   | 26 de julio de 2002      | 0    | House Show                   | |
| 204                                                  | Bradshaw             | 12  | 26 de julio de 2002      | 1    | House Show                   | |
| 205                                                  | Raven                | 25  | 27 de julio de 2002      | 0    | House Show                   | |
| 206                                                  | Justin Credible      | 7   | 27 de julio de 2002      | 0    | House Show                   | |
| 207                                                  | Shawn Stasiak        | 9   | 27 de julio de 2002      | 0    | House Show                   | |
| 208                                                  | Bradshaw             | 13  | 27 de julio de 2002      | 1    | House Show                   | |
| 209                                                  | Raven                | 26  | 28 de julio de 2002      | 0    | House Show                   | |
| 210                                                  | Justin Credible      | 8   | 28 de julio de 2002      | 0    | House Show                   | |
| 211                                                  | Shawn Stasiak        | 10  | 28 de julio de 2002      | 0    | House Show                   | |
| 212                                                  | Bradshaw             | 14  | 28 de julio de 2002      | 1    | House Show                   | |
| 213                                                  | Jeff Hardy           | 3   | 29 de julio de 2002      | 0    | RAW                          | |
| 214                                                  | John Stamboli        | 2   | 29 de julio de 2002      | 0    | RAW                          | |
| 215                                                  | Tommy Dreamer        | 6   | 29 de julio de 2002      | 5    | RAW                          | |
| 216                                                  | Bradshaw             | 15  | 3 de agosto de 2002      | 0    | House Show                   | |
| 217                                                  | Tommy Dreamer        | 7   | 3 de agosto de 2002      | 1    | House Show                   | |
| 218                                                  | Bradshaw             | 16  | 4 de agosto de 2002      | 0    | House Show                   | |
| 219                                                  | Tommy Dreamer        | 8   | 4 de agosto de 2002      | 5    | House Show                   | |
| 220                                                  | Shawn Stasiak        | 11  | 9 de agosto de 2002      | 0    | House Show                   | |
| 221                                                  | Steven Richards      | 18  | 9 de agosto de 2002      | 0    | House Show                   | |
| 222                                                  | Tommy Dreamer        | 9   | 9 de agosto de 2002      | 1    | House Show                   | |
| 223                                                  | Shawn Stasiak        | 12  | 10 de agosto de 2002     | 0    | House Show                   | |
| 224                                                  | Steven Richards      | 19  | 10 de agosto de 2002     | 0    | House Show                   | |
| 225                                                  | Tommy Dreamer        | 10  | 10 de agosto de 2002     | 1    | House Show                   | |
| 226                                                  | Shawn Stasiak        | 13  | 11 de agosto de 2002     | 0    | House Show                   | |
| 227                                                  | Ray González         | 20  | 11 de agosto de 2002     | 0    | House Show                   | |
| 228                                                  | Tommy Dreamer        | 11  | 11 de agosto de 2002     | 0    | House Show                   | |
| 229                                                  | Raven                | 27  | 11 de agosto de 2002     | 6    | House Show                   | |
| 230                                                  | Shawn Stasiak        | 14  | 17 de agosto de 2002     | 0    | House Show                   | |
| 231                                                  | Tommy Dreamer        | 12  | 17 de agosto de 2002     | 1    | House Show                   | |
| 232                                                  | Shawn Stasiak        | 15  | 18 de agosto de 2002     | 0    | House Show                   | |
| 233                                                  | Steven Richards      | 22  | 18 de agosto de 2002     | 0    | House Show                   | |
| 234                                                  | Tommy Dreamer        | 13  | 18 de agosto de 2002     | 1    | House Show                   | |
| 235                                                  | Bradshaw             | 17  | 19 de agosto de 2002     | 0    | RAW                          | |
| 236                                                  | Crash Holly          | 22  | 19 de agosto de 2002     | 0    | RAW                          | |
| 237                                                  | Bubba Ray Dudley     | 11  | 19 de agosto de 2002     | 0    | RAW                          | |
| 238                                                  | Tommy Dreamer        | 14  | 19 de agosto de 2002     | 7    | RAW                          | |
| La regla 24/7 es desactivada el 19 de agosto de 2002 |                      |     |                          |      |                              | |
| 239                                                  | Rob Van Dam          | 4   | 26 de agosto de 2002     | 0    | RAW                          | |
|                                                      | Unificado            | N/A | 26 de agosto de 2002     |      | RAW                          | |

## Reinados más largos
| Luchador         | Días | Fecha en que ganó        | Fecha en que perdió     | Notas             |
| ---------------- | ---- | ------------------------ | ----------------------- | ----------------- |
| The Big Boss Man | 97   | 12 de octubre de 1999    | 17 de enero de 2000     | su cuarto reinado |
| Al Snow          | 91   | 25 de abril de 1999      | 27 de julio de 1999     | su primer reinado |
| Rob Van Dam      | 90   | 10 de septiembre de 2001 | 9 de diciembre de 2001  | su tercer reinado |
| Steve Blackman   | 89   | 24 de septiembre de 2000 | 22 de diciembre de 2000 | su cuarto reinado |
| Road Dogg        | 61   | 14 de diciembre de 1998  | 8 de febrero de 1999    | su primer reinado |
| The Undertaker   | 58   | 9 de diciembre de 2001   | 5 de febrero de 2002    | su primer reinado |

## Mayor cantidad de reinados
| Reinados | Luchador (es)                                                                                             |
| -------- | --- |
| 27 veces | Raven |
| 22 veces | Steven Richards y Crash Holly                                                                             |
| 17 veces | Bradshaw                                                                                                  |
| 15 veces | Shawn Stasiak                                                                                             |
| 14 veces | Tommy Dreamer                                                                                             |
| 11 veces | Bubba Ray Dudley                                                                                          |
| 9 veces  | Goldust                                                                                                   |
| 8 veces  | Spike Dudley y Justin Credible                                                                            |
| 6 veces  | Hardcore Holly, Al Snow y Steve Blackman                                                                  |
| 5 veces  | William Regal                                                                                             |
| 4 veces  | The Big Boss Man y Rob Van Dam                                                                            |
| 3 veces  | Tazz, The Big Show, Rhyno, Jeff Hardy y Maven                                                             |
| 2 veces  | Billy Gunn, Pete Gas, Perry Saturn, Gerald Brisco, Christopher Nowinski, Booker T, K-Kwik y John Stamboli |